# إليوت ويلسون
إليوت ويلسون (3 نوفمبر 1976 - ) (بالإنجليزية: Elliott Wilson)‏ هو لاعب كريكت بريطاني. شارك مع منتخب إنجلترا للكريكت.

## وصلات خارجية
- إليوت ويلسون على موقع إي آس بي آن كريك إنفو (الإنجليزية)